# Aricidea taylori
Aricidea taylori är en ringmaskart som beskrevs av Pettibone 1965. Aricidea taylori ingår i släktet Aricidea och familjen Paraonidae. Inga underarter finns listade i Catalogue of Life.